# Cantó de Roye
El cantó de Roye és un cantó francès del departament del Somme, situat al districte de Montdidier. Té 33 municipis i el cap és Roye.

## Municipis

- Armancourt
- Balâtre
- Beuvraignes
- Biarre
- Billancourt
- Breuil
- Carrépuis
- Champien
- Crémery
- Cressy-Omencourt
- Curchy
- Damery
- Dancourt-Popincourt
- L'Échelle-Saint-Aurin
- Ercheu
- Étalon
- Fonches-Fonchette
- Fresnoy-lès-Roye
- Goyencourt
- Gruny
- Hattencourt
- Herly
- Laucourt
- Liancourt-Fosse
- Marché-Allouarde
- Moyencourt
- Rethonvillers
- Roiglise
- Roye
- Saint-Mard
- Tilloloy
- Verpillières
- Villers-lès-Roye

## Història
| Data d'elecció                           | Identitat         | Partit           | Qualitat |
| ---------------------------------------- | ----------------- | ---------------- | -------- |
| 1945-1973                                | André Coël        | SFIO, després PS |          |
| 1973-1992                                | Jacques Fleury    | PS               |          |
| 1992-1998                                | Georges Loisier   | RPR              |          |
| 1998-2001                                | Jacques Fleury    | PS               |          |
| 2001-2004                                | Georges Loisier   | RPR, després UMP |          |
| 2004-                                    | Christine Lefèvre | PS               |          |
| les dades anteriors no són pas conegudes |                   |                  |          |
|                                          |                   |                  |          |

## Demografia
| A partir de 1990: Població sense dobles comptes |